# مهرجان الحسيمة
مهرجان الحسيمة هو مهرجان ثقافي يعرف حضور فرق محلية أمازيغية وكذلك فرق من الأمازيغ المهاجرين ومطربين مغاربة وكدلك فرق أجنبية من العالم سواء في الغناء أو في الرقص.
صيف هذا العام 2008 كان متنوعا لقد استظاف شخصيات في الغناء من العالم العربي والاوربي والأمازيغي على رأسهم مارسيل خليف والفنان ايدير القبائلي.
في إطار المهرجان المتوسطي لمدينة الحسيمة، في دورته الرابعة، الذي ستنطلق فعالياته في الفترة ما بين 28 يوليوز و4 غشت المقبل، تحت شعار «التنمية أولا وثانيا».
وقال حكيم بنشماش، مدير المهرجان، خلال ندوة صحفية بالرباط، إن الهدف من تنظيم هذه التظاهرة الفنية والثقافية التي ستستمر على مدى ثمانية أيام هو تسليط الضوء على جوانب مشرقة من الموروث الثقافي والتاريخي لمدينة الحسيمة.
وأضاف أن المهرجان المتوسطي ينظم بمبادرة من «جمعية الريف للتضامن والتنمية», وبتعاون مع جهة تازة الحسيمة تاونات وبلدية الحسيمة ووكالة تنمية الأقاليم الشمالية.
وأكد بنشماش أن من أهداف الجمعية محاولة ملء الفراغ وتقديم برنامج متنوع لسكان الحسيمة والمناطق المجاورة لها، لاسيما أن أفراد الجالية المغربية المقيمة بالخارج تتوافد بكثرة في موسم الصيف على المنطقة لقضاء العطلة.
كما سيتيح المهرجان المتوسطي، يضيف بنشماس، الفرصة للفرق المحلية لإبراز قدراتها الفنية والإبداعية.
من جهته، أكد رئيس «جمعية الريف للتضامن والتنمية», إلياس العماري بالمناسبة، أن الهدف من تنظيم هذا المهرجان يكمن في تشجيع التشارك والتبادل بين الحضارات، وكذا تشجيع ثقافة الحوض المتوسطي وتقوية القيم المشتركة لمواطني الضفتين.
كما أكد أن الجمعية تسعى من خلال برامجها إلى الرقي بجهة تازة الحسيمة تاونات إلى المستوى السياحي والثقافي والفني المطلوب، وإلى خلق المزيد من الفضاءات الترفيهية لسكان المنطقة للتعبير الفكري والثقافي والاحتفال الجماعي.
وتتضمن فعاليات المهرجان تنظيم ندوة دولية حول موضوع «الاتحاد من أجل المتوسط», بمشاركة شخصيات دبلوماسية وأكاديمية من المغرب فرنسا وإسبانيا والجزائر وتونس.
كما يشمل برنامج المهرجان أيضا أنشطة رياضية متنوعة منها، على الخصوص، الدوري الأول في مسابقة «الجيت سكي» بشراكة مع «الجامعة الملكية المغربية للدرجات النارية المائية والتزحلق على الماء», وكذا نصف الماراطون، الذي سيعرف مشاركة وطنية ودولية.